# Дурмановые
Дурма́новые (лат. Datureae) — триба цветковых растений в подсемействе Паслёновые (Solanoideae) семейства Паслёновые (Solanaceae).
Традиционно в состав трибы включалось 2 рода:
- Brugmansia Pers. — Бругмансия
- Datura L. — Дурман

В 2018 году был выделен также третий монотипный род:
- Trompettia J.Dupin

## Классификация

### Таксономия
Datureae Dumort., 1829, Anal. Fam. Pl. 24
В соответствии с современной системой классификации APG IV по состоянию на июнь 2024 года триба Дурмановые относится к подсемейству Паслёновые (Solanoideae) семейства Паслёновые (Solanaceae) порядка Паслёноцветные (Solanales), последовательно входящего в клады Ламииды → Астериды → Суперастериды → Эвдикоты → Цветковые растения. Включает 3 рода и 26 видов растений.
Таксономическая схема в соответствии с Системой APG IV по состоянию на июнь 2024 года:
|  |                          |  |                                   |                                   |                      |  | еще 4 семейства |                   |                         |                                      |
|  |                          |  |                                   |                                   |                      |  |                 |                   |                         | триба Дурмановые - 3 рода и 26 видов |
|  |                          |  |                                   | порядок Паслёноцветные            |                      |  |                 |                   | подсемейство Паслёновые |                                      |
|  |                          |  |                                   | порядок Паслёноцветные            |                      |  |                 |                   | подсемейство Паслёновые |                                      |
|  | клада Цветковые растения |  |                                   |                                   | семейство Паслёновые |  |                 |                   |                         |                                      |
|  | клада Цветковые растения |  |                                   |                                   |                      |  |                 |                   |                         |                                      |
|  |                          |  | ещё 63 порядка цветковых растений | ещё 63 порядка цветковых растений |                      |  |                 | еще 7 подсемейств | еще 7 подсемейств       |                                      |
|  |                          |  |                                   | ещё 63 порядка цветковых растений |                      |  |                 |                   | еще 7 подсемейств       |                                      |